# جيرالد بريسكو
جيرالد بريسكو (بالإنجليزية: Gerald Brisco)‏ هو مصارع محترف أمريكي، ولد في 19 سبتمبر 1946 في أوكلاهوما سيتي في الولايات المتحدة.

## وصلات خارجية
- جيرالد بريسكو على موقع دبليو دبليو إي (الإنجليزية)
- جيرالد بريسكو على موقع CageMatch worker (الإنجليزية)
- جيرالد بريسكو على موقع قاعدة بيانات المصارعة على الإنترنت (الإنجليزية)
- جيرالد بريسكو على موقع عالم المصارعة على الإنترنت (الإنجليزية)
- جيرالد بريسكو على موقع عالم المصارعة على الإنترنت (الإنجليزية)
- جيرالد بريسكو على موقع IMDb (الإنجليزية)
- جيرالد بريسكو على موقع قاعدة بيانات الفيلم (الإنجليزية)
- جيرالد بريسكو على موقع قاعدة بيانات الفيلم (الإنجليزية)
- جيرالد بريسكو على موقع كينوبويسك (الروسية)